# Breckerfeld
Breckerfeld – miasto w zachodnich Niemczech, w kraju związkowym Nadrenia Północna-Westfalia, w rejencji Arnsberg, w powiecie Ennepe-Ruhr. Według danych na rok 2010 miasto liczy 9 265 mieszkańców.